# Chasmastaspidida
Classe de artrópodos quelicerados fósseis e aquáticos com registro no Ordoviciano dos EUA(uma espécie), Devoniano da Alemanha, Rússia e Escócia(quatro espécies) e Siluriano da Escócia(uma espécie). Há indícios de ocorrência desde o Cambriano. Eram anteriormente tidos como pertencentes aos Xiphosura, mas hoje são alocados em um táxon à parte. Relacionados aos Xiphosura e Eurypterida. É considerado um grupo monofilético.
Apresentam quatro segmentos no mesossoma e nove no metassoma, o que difere dos Xiphosura e Eurypterida.
Provavelmente foram predadores.